# Wilhelm Weber (SS-lid)
Wilhelm Weber (Pivitsheide, 19 maart 1918 - Bensheim, 2 maart 1980) was een Duitse officier en SS-Obersturmführer der Reserve (W-SS) tijdens de Tweede Wereldoorlog. Hij was een van de laatste militairen die onderscheiden werd met het Ridderkruis van het IJzeren Kruis.

## Leven
Op 19 maart 1918 werd Wilhelm Weber in Pivitsheide geboren. Hij was de zoon van een metselaar. Als jeugdige werd Weber lid van de Hitlerjugend. Vanaf 1932 tot 1935 volgde hij een opleiding voor timmerman. Hierna ging Weber naar de commerciële middelbare school in Detmold. Op 1 april 1936 werd hij lid van de Reichsarbeitsdienst (RAD) in Bad Salzuflen, maar zijn lidmaatschap werd pas op 31 maart 1937 goedgekeurd. Op 26 juni 1937 meldde hij zich aan bij de SS-Verfügungstruppe, en werd geplaatst in de 1e compagnie van het SS-Standarte "Germania" in Hamburg.

### Tweede Wereldoorlog
Weber diende als onderofficier en commandant van een gepantserd verkenningsvoertuig tijdens de Poolse Veldtocht. Hij werd voor zijn inzet tijdens de Poolse Veldtocht, onderscheiden met het IJzeren Kruis 1939, 2e Klasse. Vanaf mei tot juni 1940 nam Weber deel aan de slag om Frankrijk. Hierna werd hij ingezet tijdens operatie Barbarossa aan het Oostfront. Weber werd hiervoor onderscheiden met het IJzeren Kruis 1939, 1e Klasse. In juli 1941 werd hij bevorderd tot SS-Oberscharführer (sergeant der 1e klasse).
In april 1942 werd de SS-Oberscharführer Weber naar de SS-Junkerschule in Braunschweig gecommandeerd. Na het behalen van zijn leergang, werd hij op 10 maart 1943 werd hij bevorderd tot SS-Untersturmführer der Reserve (W-SS). Hij keerde terug naar het front, en werd als pelotonscommandant van het SS-Panzer-Aufklarungs-Abteilung 5 en SS-Panzer-Grenadier-Regiment 9 "Germania". ingezet.
Hij vocht tot medio 1944 op verschillende slagvelden.
Slag om Berlijn
In april 1945 boden ongeveer 350 mannen van de divisie zich vrijwillig aan om te gaan vechten in de slag om Berlijn, in een eenheid die bekend stond als het Sturmbataillon Charlemagne. Weber ging met de groep mee als groepscommandant naar Berlijn. Tijdens de gevechten op 29 april raakte Weber gewond, en werd geëvacueerd naar het geïmproviseerd veldhospitaal in de kelder van de Rijkskanselarij. Het was zijn zesde verwonding van de oorlog. Terwijl hij daar lag, informeerde hij de gebiedscommandant SS-Brigadeführer Wilhelm Mohnke over de situatie langs de frontlinies van het regeringsdistrict. Op 29 april werd hij onderscheiden met het Ridderkruis van het IJzeren Kruis door Mohnke.

## Na de oorlog
Weber overleefde de oorlog, en begon een boekhandel in medische boeken en natuurwetenschappelijke onderzoeksboeken. Op 2 maart 1980 stierf Weber kort voor zijn 62e verjaardag aan een cardiaal probleem in Bensheim.

## Militaire carrière
- SS-Obersturmführer der Reserve (W-SS): 9 november 1944
- SS-Untersturmführer der Reserve (W-SS): 10 maart 1943
- SS-Standarten-Oberjunker: november 1942
- SS-Oberscharführer: juli 1941
- Onbekend welke rang: 1937 - 1941

## Lidmaatschapsnummers
- NSDAP-nr.:
- SS-nr.: 317 272 (lid geworden 26 juni 1937)

## Onderscheidingen
- Ridderkruis van het IJzeren Kruis op 29 april 1945 als SS-Obersturmführer der Reserve (W-SS) en Commandant van het Panzerjagdkommandos der Divisions-Kampfschule „Charlemagne“[5][6][3]
- IJzeren Kruis 1939, 1e Klasse[5] en 2e Klasse[5]
- Nahkampfspange in zilver [5]
- Gewondeninsigne 1939 in zilver[5]
- Medaille Winterschlacht im Osten 1941/42[5]
- Sonderabzeichen für das Niederkämpfen von Panzerkampfwagen durch Einzelkämpfer, 2 gouden en 3 zilveren badges (vernietigde 13 tanks tijdens de slag om Berlijn)